# Vodca

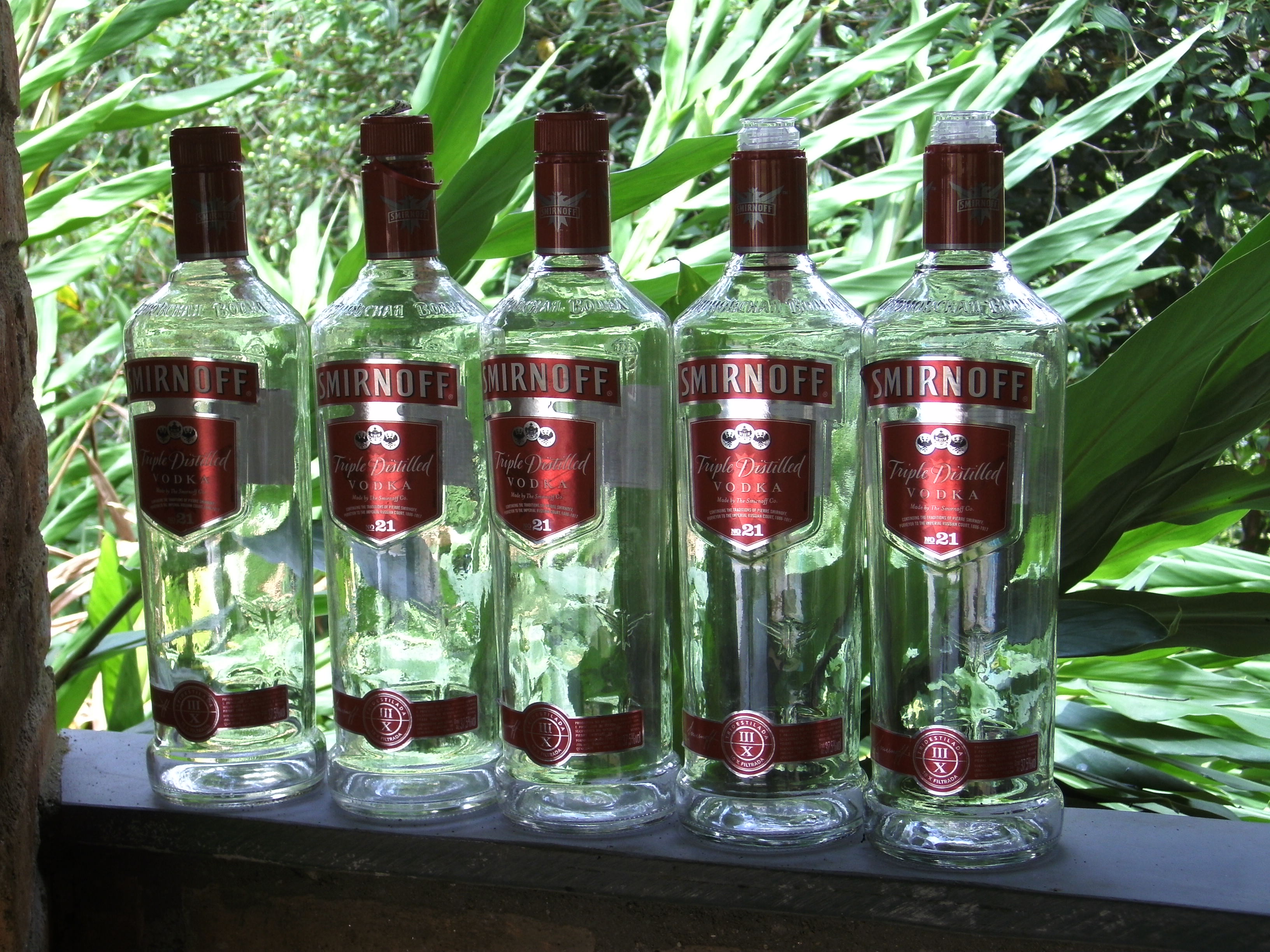
Algumas garrafas de Smirnoff fabricadas no Brasil.

Vodca ou vodka (em russo:  водка; em polonês/polaco:  wódka) é uma popular bebida destilada, incolor, quase sem sabor e com um teor alcoólico entre 35 e 60%. A vodca é a bebida nacional da Polónia e da Rússia. O nome vodka (em português: vodca) é o diminutivo de água ("aguinha") em várias línguas eslavas, contudo não se tem certeza da origem etimológica, que poderia ser apenas uma coincidência. De toda forma, os estudos mais recentes apontam que a palavra wódka (gorzałka, originalmente) foi primeiramente utilizada em textos poloneses, sendo o mais antigo datado de 1643 e entrou as outras línguas do mundo como a palavra da origem polonesa.

## História
A vodca é originária da Europa Oriental, não se sabendo ao certo qual a sua origem exata, China, Japão, Rússia ou Polónia. Na Rússia, os czares acabaram a produção no princípio da Primeira Guerra Mundial, mas em 1925 a produção foi retomada para neutralizar o mercado ilegal que entretanto se tinha estabelecido.

## Fabricação
A vodca é um destilado obtido a partir de arroz (China, Japão e outros países produtores deste produto) e o restante mais comuns na Rússia e Polônia, devido a fartura de tais produtos: cevada, milho, trigo, centeio, ervas, figos ou batatas, fermentados. Cada uma dessas matérias primas confere à bebida sabor e qualidade diferentes, variando a fórmula de acordo com a região onde é produzida. Popularmente, a vodca tem 40% de teor alcoólico, mas a sua graduação pode variar entre os 35 e os 60% sendo acrescido de água local, o que lhe diferencia também. A União Europeia, por exemplo, impõe um teor alcoólico mínimo de 37.5%, enquanto que as bebidas produzidas na América tem em geral 37% de teor alcoólico, pois o processo de destilação é diferente do europeu.[carece de fontes?]
O processo de fabricação da vodca é o mesmo que o do uísque, mas enquanto que este é destilado a baixas temperaturas, o que dá o sabor a cereais, a vodca é destilada a altas temperaturas e depois submetida a filtragens químicas para neutralizar os aromas dos cereais, tendo também como diferencial a água agregada à produção, sendo a água da Inglaterra famosa pelo seu sabor peculiar.
Primeiramente é preciso obter-se o mosto, líquido formado durante a fermentação de algum dos cereais ou tubérculos citados. Com isso, o líquido formado terá baixa concentração alcoólica (6 a 8%) e um sabor característico à matéria-prima utilizada. Após obtê-lo passa-se para a etapa de destilação, onde o mosto é destilado. Em seguida, passa pelo processo de retificação, onde parte das impurezas é eliminada. Esses dois processos são repetidos várias vezes, até que se obtenha um destilado de altíssimo teor alcoólico (cerca de 90%), que depois é misturado com água até atingir o teor de álcool desejado. As etapas seguintes, de filtração e purificação, têm o objetivo de tornar a vodca pura, retirando as impurezas restantes dos processos anteriores. São utilizados os métodos de filtração através do carvão e de um filtro de membrana.
Após todas estas etapas, o produto final obtido é extremamente puro, de alta concentração e, geralmente, sem odor. Por tal motivo algumas vodcas passam pelo processo de aromatização. Existem vodcas com aroma de limão, de laranja e até de pimenta.

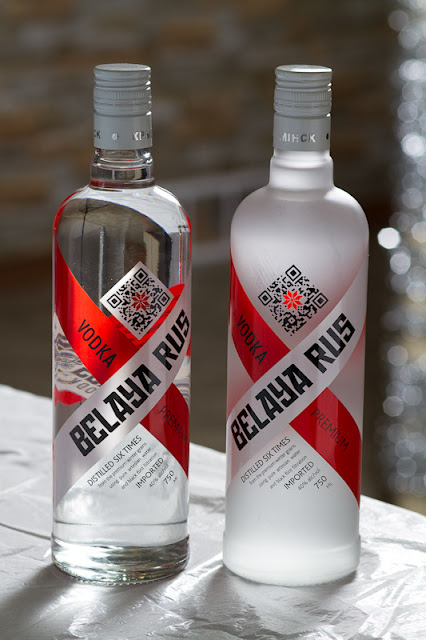
Vodca Belaya Rus

## Consumo
A vodca é mais consumida em países europeus com clima muito frio, como Rússia, Bielorrússia, Ucrânia, Polônia, Geórgia e nos países nórdicos. Apesar de ser consumida pura nos países onde é mais popular, a vodca no resto do mundo é consumida em misturas com outras bebidas, como sucos de frutas ou refrigerantes. A vodca tornou-se muito popular no mundo todo a partir dos anos 70, quando vários barmen começaram a substituir bebidas destiladas tradicionais pela vodca na preparação de coquetéis. Atualmente é essencial em qualquer bar.
A vodca deve ser servida como aperitivo, com salmão defumado ou caviar, como digestivo servindo-a muito fria em copos pequenos ou em copo tipo prova. Os russos dizem que a vodca deve ser bebida simples de um só trago e muito gelada.
No Brasil e em outros países, o consumo de vodca com bebidas energéticas, apesar de contraindicado devido ao risco aumento da pressão arterial, arritmia cardíaca e outros sérios agravos à saúde, virou mania, principalmente entre o público jovem frequentador de casas noturnas por todo o país, onde são vendidos os já tradicionais "combos" que oferecem ao cliente uma garrafa de vodka combinada a um determinado número de latas de energético.

## Boicotes
Em 2013, ativistas dos direitos LGBT dos Estados Unidos boicotaram marcas russas de vodca a fim de rechaçar as políticas anti-gays da Rússia.
No final de fevereiro de 2022, com a invasão da Ucrânia pela Rússia, algumas lojas de bebidas e bares norte-americanos expressaram solidariedade simbólica com a Ucrânia e oposição à Rússia, boicotando marcas de vodca russas. Garrafas da vodca Stolichnaya foram despejadas no chão, apesar da marca ser produzida na Letônia e seu fundador ser crítico frequente do regime de Putin.